# موزه هنرهای اسلامی مالزی
موزه هنرهای اسلامی مالزی (مالایی: Muzium Kesenian Islam Malaysia) یک موزه در کوالا لامپور، مالزی است. به‌طور رسمی در روز ۱۲ دسامبر ۱۹۹۸ افتتاح شد. این موزه، با بیش از هفت هزار آثار هنری از جهان اسلام، بزرگ‌ترین موزه هنرهای اسلامی در جنوب شرق آسیا است.